# Alophosoma
Alophosoma là một chi bướm đêm thuộc họ Noctuidae.

## Các loài
- Alophosoma emmelopis (Turner, 1929)
- Alophosoma hypoxantha (Lower, 1902)
- Alophosoma syngenes Turner, 1929